# 自由と正義
自由と正義（じゆうとせいぎ、英語: THE LIBERTY & JUSTICE）は、日本弁護士連合会が発行する月刊の機関雑誌。

## 概要
日弁連は、弁護士、弁護士法人、弁護士会の品位を保持し、事務の改善進捗を図るため、指導、連絡及び監督に関する事務を行うことを目的とする団体であるところ（日弁連会則第3条）その目的を達成する一助として、同会則第7条の規定に基づき毎月発行されている機関雑誌である。
本誌は、毎月、会員である弁護士及び外国法事務弁護士のほか、裁判所、検察庁、大学の法学部、弁護士出身の国会議員、公共図書館、記者クラブ等に送付されている。会員の購読費は毎月の会費に含まれており、有料となるものの代金を支払えば誰でも購読することが可能である。当初は日弁連から単位会に会員分を一括して送付していたが、昭和27年（1952年）2月号から日弁連から会員等に直接送付されることとなった。

### 沿革
昭和25年（1950年）1月1日に、日本辯護士連合會會誌（にほんべんごしれんごうかいかいし）として創刊され、弁護士法施行1周年の同年9月号から題名を「自由と正義」に変更し、現在まで発刊されている。
この題名は理事会における選挙で決定されたところ、他の題名候補として「弁護士公論」「自由及正義」「正義」「法と人権」が提案されており、選挙の結果、「弁護士公論」が9票、「自由と正義」が4票、「自由及正義」が5票、「正義」が6票、「法と人権」が4票となった。そこで、「自由と正義」と「自由及正義」は同題として合計9票と扱い、同票数の「弁護士公論」との決選投票の結果、12票対6票で「自由と正義」と命名されたものである。なお、改名により、役所から第三種郵便物としての認可が下りたとされる。

### 編集体制
本誌の編集人は日弁連事務総長であるが、実務上は事務総長が参画することはほぼなく、日弁連に設けられている編集委員会が編集を行っている。編集委員会は、本誌の原稿・広告を募集・依頼し、座談会を企画して開催し、編集のための調査を行い、必要があれば官公庁に照会をかけ、本誌を完成させている。定員は20名、任期は2年間（毎年約半数が改選）で、全国の単位会の日弁連会員から選任されている。委員長は1年交代制である。月に2回、毎回2～4時間拘束されるため、日弁連の委員会の活動としてはハードとされる。

## 記事
毎月異なるテーマの特集記事を中心とし、その他連載記事が掲載されている。

### 特集
新規成立法令の紹介、法律実務の解説、弁護士が直面する実務上の諸問題等を取り上げている。特集1件につき、論文又は座談会の内容を3～5件程度掲載している。令和5年（2023年）の特集は次のとおり。
| 1月号  | 調停制度100年                                              |
| 2月号  | 憲法と家族                                                 |
| 3月号  | 改正民事訴訟法の要点                                       |
| 4月号  | 日本知的財産仲裁センター設立25周年を迎えて                 |
| 5月号  | 続・変わる土地所有法制―所有者不明土地問題等の解決に向けて― |
| 6月号  | 担保法制の見直しに関する中間試案について                   |
| 6月号  | 回顧と展望―日弁連2022年度                                  |
| 7月号  | 日弁連と全弁協との協働事業等                               |
| 7月号  | 回顧と展望 ―弁護士会・弁護士会連合会2022年度               |
| 8月号  | 交通事故における損害賠償実務の動向                         |
| 9月号  | 知っておきたい生命保険の基礎知識                           |
| 10月号 | 再審法改正に向けて                                         |
| 11月号 | 第四次日本弁護士連合会男女共同参画推進基本計画の策定       |
| 12月号 | 労災請求実務における重要課題                               |

### 主要な連載記事

#### 支部さん歩
会員が全国の裁判所支部付近の名所をカラー写真とともに紹介するもの。巻頭記事であり、本誌は基本的に表紙を除いて白黒二色刷りであるが、本記事はカラー印刷されている。例として、2024年1月号では、横浜地方・家庭裁判所横須賀支部の紹介として、記念艦三笠や猿島とその要塞が紹介されている。

#### ひと筆
会員が書いた弁護士業務以外の内容のエッセイであり、経験談、趣味等について述べている。毎月連載されている。

#### 弁護士任官の窓
弁護士から裁判官に任官した者のエッセイであり、任官の経緯、裁判官としての一日の概要、仕事の魅力等について述べている。ただし、寄稿者は、平成13年（2001年）以降の任官者の記事に限られている。

#### 弁護士しています―弁護士職務経験者の声
判事補及び検事の弁護士職務経験に関する法律（平成16年法律第121号）の規定に基づき、2年間その身分を離れて弁護士の職務経験を行っている判事補・検事のエッセイであり、弁護士の職務と裁判所・検察庁との違い等について述べている。年4回掲載されている。

#### スタッフ弁護士奮闘記―道しるべになりたくて―
全国各地の法テラス法律事務所で働くスタッフ弁護士（法テラスに常時勤務する契約をしている弁護士）のエッセイであり、地域の紹介や業務の内容について述べている。隔月で連載されている。

#### 法曹人の新しいフィールド
平成23年（2011年）7月連載開始。企業内弁護士・組織内弁護士のエッセイであり、企業内弁護士としての働き方や、その役割について述べている。隔月で連載されている。

#### 弁護士のための新法令紹介
昭和56年（1981年）10月号から連載開始。弁護士業務に関連する重要な新法令ではあるが、特集を組むには至らないものの紹介記事の執筆を、衆議院法制局に依頼している。

#### 懲戒処分公告
懲戒処分の公告及び公表等に関する規程第3条の規定に基づき、弁護士の懲戒処分が公告される。懲戒処分は弁護士法において、官報で公告することが義務付けられているが、官報による公告が懲戒処分の内容のみ（戒告等の種別）に留まるのに対し、本誌による公告は懲戒処分の内容に加えて、当該処分の理由の要旨が記載されることとなっている。理由の要旨の掲載は、事案の内容を公表することで、他の会員の戒めとし、同種事案の発生を防止するために、平成3年（1991年）10月から開始（掲載は11月号）されたもので、それ以前は懲戒の種別の公告にとどまっていた。
本誌で最も読まれているといわれるのがこの懲戒処分公告であり、公告は本誌の後半に掲載されているところ、大半の弁護士は、本誌が届くと後ろから捲ってまっさきに公告に目が通すといわれている
。本誌が届いても、公告にしか目を通さない弁護士もいるとされる。